# Ptochus spiraeae
Ptochus spiraeae — вид долгоносиков-скосарей из подсемейства Entiminae.

## Описание
Жук длиной 2,4—3,2 мм. Рисунок на надкрыльях обычно более или менее резкий, образует нечёткие поперечные перевязи за основанием и перед вершинами. Надкрылья широкоовальные, сзади округлённые. Голова заметно уже переднеспинки, переднеспинка явственно уже надкрылий. Средняя полоска вдоль срединной линии переднеспинки, как правило, резкая.

## Экология
Взрослого жука можно встретить на спирее (Spiraea) и карагане (Caragana).